# 7849 Janjosefrič
7849 Janjosefrič este un asteroid din centura principală de asteroizi.

## Descriere
7849 Janjosefrič este un asteroid din centura principală de asteroizi. A fost descoperit pe 18 aprilie 1996 la Observatorul din Ondřejov de Petr Pravec și Lenka Šarounová. Asteroidul prezintă o orbită caracterizată de o semiaxă mare de 2,73 ua, o excentricitate de 0,10 și o înclinație de 6,0° în raport cu ecliptica.